# Венкстерн, Алексей Алексеевич
Алексей Алексеевич Венкстерн (16 [28] марта 1855, Разновилье, Орловская губерния — 15 [28] февраля 1909, Москва) — русский литератор-любитель и педагог, поэт, переводчик. С 1903 года — цензор Московского цензурного комитета (в чине надворного советника). Автор либретто к опере С. И. Танеева «Орестея» (1894).

## Биография
Родился в сельце Разновилье в Кромском уезде (ныне дер. Павлово, Троснянский район, Орловская область), в семье с богатыми культурными традициями (см. Венкстерны).
После окончания престижной частной московской гимназии Л. И. Поливанова поступил на историко-филологический факультет Московского университета. В 1879 г. окончил университет со степенью кандидата. Преподавал русский язык в Поливановской гимназии. Служил членом Московского Комитета по делам печати. Действительный член Общества любителей российской словесности при Московском университете с 3 декабря 1882 г. и временный секретарь в 1884—1887 годах. В 1880 году Общество доверило А. А. Венкстерну составить биографический очерк А. С. Пушкина. В 1897 году в «Московском еженедельнике» вышли его воспоминания о спектаклях московского Шекспировского кружка. Автор стихотворений и поэтических переводов с французского и испанского. Печатался в «Русском вестнике», «Изящной литературе» и др. изданиях, иногда под псевдонимом Ал. В-н.
В соавторстве с шурином Владимиром Гиацинтовым написал пьесы «Альсим или торжество инфернальных сил. Сон студента после 12-го января», «Разбойники», «Разоблачённый злодей», «Тезей» и другие, которые остались в рукописях и ставились в домашних театрах.
В конце девятнадцатого века А. А. Венкстерн приобрёл имение вблизи сельца Лаптево на реке Хочёмке в Коломенском уезде Московской губернии (сейчас — дер. Лаптево Ступинский район Московской области), где его шурин В. Е. Гиацинтов построил двухэтажный деревянный дом. Именно там прошли детские годы его племянницы Софьи Гиацинтовой, которая всю жизнь с удовольствием вспоминала тарахтенье коляски, въезжающей по берёзовому мостику через Хочёмку в Лаптево. В имении усилиями А. А. Венкстерна и В. Е. Гиацинтова сформировался литературно-художественный кружок, в котором участвовали все поколения Гиацинтовых и Венкстернов, ставились домашние спектакли.
По свидетельству племянника А. А. Венкстерна — Эраста Гиацинтова — Алексей Алексеевич был увлекающимся человеком и умел сочетать художественное творчество с ведением сельского хозяйства: в своём имении в Лаптево он заводил то конский завод, то — образцовое молочное хозяйство, то — семенное хозяйство.

## Семья
жена — Ольга Егоровна Гиацинтова (1865 г. р.), сестра Владимира Егоровича и тётка  Эраста Николаевича Гиацинтова, начальница Мариинского женского училища в Москве.
Дети:
- Наталья Алексеевна (1891—1957), советская писательница, драматург, переводчица.
- Юрий Алексеевич (1886 - 1937)
- Сергей Алексеевич (1894—1942), офицер Рабоче-Крестьянского Красного Флота, капитан 1-го ранга, флагарт Черноморского флота и профессор Специальных курсов офицерского состава. Автор книг «Стрельба на море» (Л., 1940) и «Теория вероятностей» (М.-Л.: Военмориздат, 1944).
- Мария Алексеевна (в замужестве Бахарева), преподаватель французского языка в Педагогическом институте
- Владимир Алексеевич (1884-1949), юрист, репрессирован в 1938 г.; его дочь Татьяна Венкстерн (1917—2014) — доктор биологических  наук, лауреат Государственной премии СССР (1969), Заслуженный соросовский профессор по направлению «биология» (1996).

## Сочинения
Публицистика
- Поливанов Л. Альбом московской пушкинской выставки 1880 года / Л.Поливанов. — 2-е изд. Общества Любителей Российской Словесности; Биогр. очерк А. С. Пушкина, сост. действ. чл. А. А. Венкстерн; 62 фотограф. и фотолитогр. худож. М. М. Панова и три политипажа. — М. : Тип. Т. И. Гаген, 1887. — 171 с.; 42 л.ил.
- Венкстерн А. А. Биографический очерк А. С. Пушкина. — М.: Товарищество типографии А. И. Мамонтова, 1899; 178 с.
- Венкстерн А. А. «Московский Шекспировский кружок», журнал «Московский Еженедельник», 1907, № 22—29.
- Венкстерн А. А. А. С. Пушкин: биографический очерк ⁄ А. А. Венкстерн. — 2-е изд. — М.: Типо-литогрофия т-ва «Кушнерев и Ко», 1909. — 178 с.
- Венкстерн А. А. Л. И. Поливанов и Шекспировский кружок // Памяти Л. И. Поливанова. — М., 1909. — С.33-41.

Поэзия
- Венкстерн А. А. Майская ночь // Русский Вестник.1899, № 1, с. 1-9.
- Венкстерн А. А. Памяти Пушкина // Русский Вестник. 1899, № 6, с. 410.
- Венкстерн А. А. Развесистая ель… // Русский Вестник. 1900, № 4, с. 454.
- Венкстерн А. А. О не забудь // Русский Вестник. 1900, № 5, с. 97.
- Венкстерн А. А. Воспоминание // Русский Вестник. 1900, № 12, с. 371—376.